# Ásgeir Sigurvinsson
Ásgeir Sigurvinsson, född 8 maj 1955 på Västmannaöarna, är en isländsk fotbollsspelare och tränare.
Sigurvinsson är en av Islands bästa fotbollsspelare genom tiderna. Sigurvinsson hade en framgångsrik karriär i Belgien under 1970-talet innan han gick till västtyska storklubben Bayern München. De bästa åren i dåvarande Västtyskland skulle dock komma sedan Sigurvinsson gått till VfB Stuttgart där han under många år var en av nyckelspelarna. 

## Klubbar
- 1972 - 1973 IB Vestmannaeyjar, Island
- 1973 - 1981 Standard Liège, Belgien
- 1981 - 1982 Bayern München, Västtyskland
- 1982 - 1990 VfB Stuttgart, Västtyskland

## Matcher - Mål
- 21 Matcher i Islands högstaliga - 7 mål
- 250 Matcher i Belgiens högsta liga - 57 mål
- 211 Bundesligamatcher - 39 mål
- 60 Europacupmatcher - 12 mål
- 45 A-landskamper för Island (1972-1989) - 5 mål

## Meriter
- Västtysk ligamästare 1984
- Västtysk cupmästare 1982

## Tränarkarriär
- Talangscout för tyska VfB Stuttgart 1990-1993.
- Tränare för isländska Fram Reykjavik april-november 1993.
- 6 år som teknisk direktör/sportdirektör på Islands fotbollsförbund.
- Förbundskapten för Islands fotbollslandslag 9 maj (2003-)